# Новохаритоново
Новохарито́ново (в документах также встречается написание Ново-Харитоново) — село в Раменском муниципальном районе Московской области. Входило в состав сельского поселения Новохаритоновское. Население — 687 чел. (2010).

## Название
На карте Генерального межевания конца XVIII века и топографической карте 1852—1853 гг. отмечено как деревня Новая, но уже с 1862 года закрепилось название Ново-Харитоново. Харитоново — село, вымершее в результате моровой чумы XVIII века, откуда на новое место жительства — деревню Новая — переехали выжившие сельчане и назвали это место Ново-Харитоново.

## География

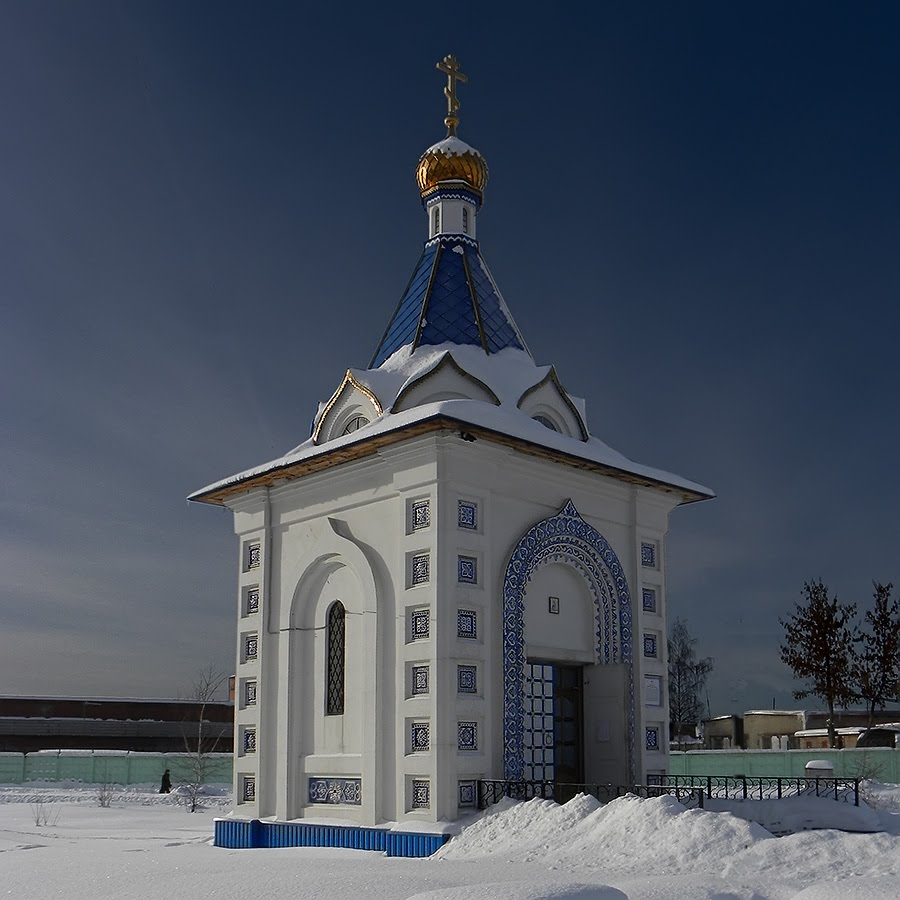
Часовня в Новохаритонове

Село Новохаритоново расположено в восточной части Раменского района, примерно в 15 км к востоку от города Раменское. Высота над уровнем моря 132 м. Рядом с селом протекает река Дорка. В селе одна улица — Гжельская и одна церковь — Святого Великомученика Георгия Победоносца; приписано 7 СНТ. Ближайший населённый пункт — посёлок Электроизолятор.

## История
В 1926 году село являлось центром Ново-Харитоновского сельсовета Гжельской волости Бронницкого уезда Московской губернии.
С 1929 года — населённый пункт в составе Раменского района Московского округа Московской области.
До муниципальной реформы 2006 года село входило в состав Новохаритоновского сельского округа Раменского района.

## Население
| 1926 | 2002 | 2010 |
| ---- | ---- | ---- |
| 500  | ↘400 | ↗687 |

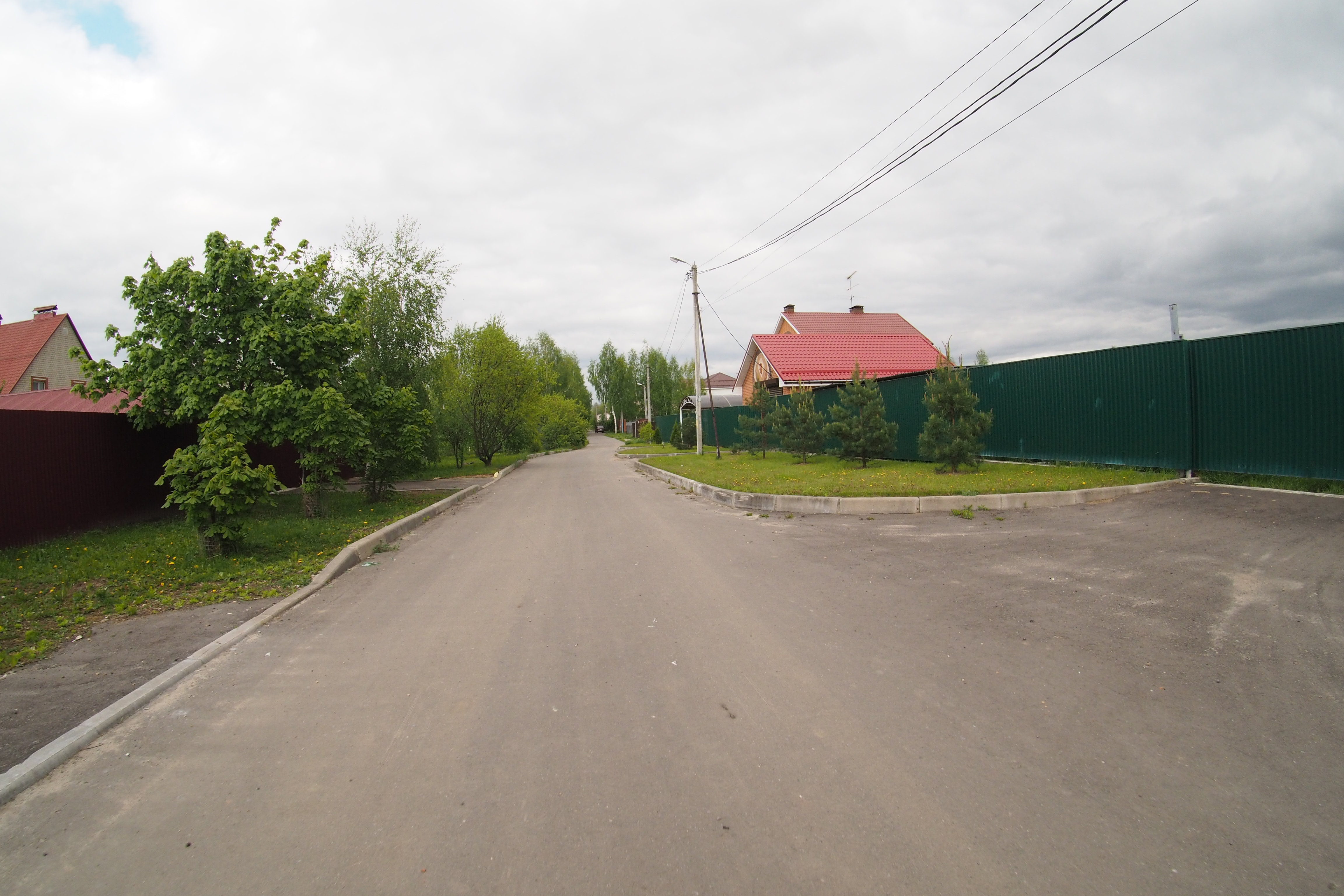
Улица в Новохаритоново

В 1926 году в селе проживало 500 человек (244 мужчины, 256 женщин), насчитывалось 100 хозяйств, из которых 89 было крестьянских. По переписи 2002 года — 400 человек (168 мужчин, 232 женщины).

### Известные жители
- Голованов, Сергей Петрович (1909—1990) — актёр театра и кино, Заслуженный артист РСФСР (1953).
- Кузнецов, Яков Васильевич (1761—1816/1823) — удельный крестьянин, основатель династии «фарфорофаянсовых королей» России.
- Синельщиков, Матвей Трофимович (1920—1997) — механик-водитель танка Т-34 в Великой Отечественной войне, полный кавалер ордена Славы.